# Шеннон (порноактриса)
Шеннон (Channone), настоящее имя Валери Шмитт (Valerie Schmitt, род. 2 сентября 1974, Франция) — французская порноактриса и эротическая модель, лауреатка премии AVN Awards.

## Биография
Родилась 2 сентября 1974 года во Франции. Дебютировала в порноиндустрии в 1993 году, в возрасте около 19 лет. Первая сцена гэнг-бэнга — в фильме Channone’s First Gang Bang студии NG Video. Работала со многими известными студиями — Elegant Angel, VCA Pictures, Anabolic Video, Evil Angel, JM Productions, New Sensations, Wicked Pictures и другими.
В 1996 году получила премию AVN Awards в номинации «самая скандальная сцена секса» за фильм Private Video Magazine 20 совместно с Дэвидом Перри и Жан-Ивом Ле Кастелем. Снималась также в комедиях и фильмах ужасов, наиболее известная из непорнографических ролей актрисы — фильм Time Demon 1996 года.
Ушла из индустрии в 2001 году, снявшись в 136 порнофильмах. После завершения карьеры в фильмах для взрослых поселилась в Южной Калифорнии и работала моделью.

## Награды и номинации
| Год  | Церемония  | Результат | Номинация                     | Работа                    |
| ---- | ---------- | --------- | ----------------------------- | ------------------------- |
| 1996 | AVN Awards | Победа    | Самая скандальная сцена секса | Private Video Magazine 20 |

## Избранная фильмография
- Private Video Magazine 20, 22, 23